# Azam Football Club
O Azam Football Club é um clube de futebol com sede em Dar es Salaam, Tanzânia. A equipe compete no Campeonato Tanzaniano de Futebol.

## História
O clube foi fundado em 2007.

## Notáveis futebolistas
| - Salum Abubakar Salum - John Raphael Bocco - Ramadhani Chombo - Khamis Mcha - Aggrey Morris - Ally Mwadini - Mrisho Ngassa - Erasto Nyoni - Jabir Aziz Stima | - Vladimir Niyonkuru - Kipré Tchetche - George Odhiambo - Ibrahim Shikanda - Patrick Mafisango - Luckson Kakolaki - Joseph Owino - Brian Umony | - Leonel Saint-Preux |